# Liang Meng-hsin
Liang Meng-hsin (Hualien, 3 de abril de 2003) es un futbolista taiwanés que juega en la demarcación de defensa para el Taichung Futuro FC de la Liga Premier de Fútbol de Taiwán.

## Trayectoria

### Clubes
Empezó a formarse como futbolista en el Hualien High School FC durante la temporada de 2021. Ese mismo año se marchó traspasado al Taichung Futuro FC de la  Liga Premier de Fútbol de Taiwán. Durante su primera temporada como futbolista profesional, disputó cinco partidos, y diecisiete en su segunda campaña en el club. En la temporada de 2023 anotó su primer gol con el club en liga. Además disputó varios partidos de la Copa AFC 2023-24, marcando su primer gol internacional el 23 de agosto de 2023 en la ronda de play-off contra el CD Monte Carlo.

### Selección nacional
Tras jugar en varias categorías inferiores de la selección, finalmente hizo su debut con la selección de fútbol de China Taipéi el 7 de junio de 2021 en un partido de clasificación para la Copa Mundial de Fútbol de 2022 contra Australia que finalizó con un resultado de 5-1 a favor del combinado australiano tras el gol de Gao Wei-jie para Taiwán, y de Trent Sainsbury, Harry Souttar, Jamie Maclaren y un doblete de Mitchell Duke para Australia. Además ha disputado también la clasificación para la Copa Asiática 2023 y la clasificación para la Copa Mundial de Fútbol de 2026.

## Clubes
| Club                   | País   | Año   | Partidos | Goles |
| ---------------------- | ------ | ----- | -------- | ----- |
| Hualien High School FC | Taiwán | 2021  |          |       |
| Taichung Futuro FC     | Taiwán | 2021- | 62       | 3     |